# Leonidas I
Leonidas I (/liˈɒnɪdəs, -dæs/; tiếng Hy Lạp cổ: Λεωνίδας; mất ngày 19 tháng 9 năm 480 TCN) là một vị vua của thành bang Sparta thuộc Hy Lạp, và là vua thứ 17 thuộc dòng dõi Agiad, một vương triều tự nhận là hậu duệ của á thần Heracles và Cadmus trong truyền thuyết. Leonidas I là con trai của Vua Anaxandridas II. Ông nối ngôi người anh cùng cha khác mẹ là Cleomenes I vào khoảng năm 489 TCN. Đồng cai trị với ông là Vua Leotychidas. Thừa kế vương quốc từ ông là con trai ông, Vua Pleistarchus.
Leonidas tham chiến trong cuộc chiến tranh đáng chú ý là Chiến tranh Hy Lạp-Ba Tư lần thứ hai, trong đó ông dẫn dắt đội quân liên minh Hy Lạp tử thủ tại Trận Thermopylae (480 TCN) và chặn đứng đội quân Ba Tư xâm lược tại con đường núi này; ông tử trận và trở thành huyền thoại với tư cách là người chỉ huy 300 quân Sparta đối đầu với cả một đạo quân. Mặc dù Hy Lạp thua trận này, nhưng năm sau đó họ đã đánh đuổi những kẻ xâm lược Ba Tư khỏi đất nước.

## Cuộc đời
Theo Herodotus, mẹ của Leonidas không chỉ là vợ của cha ông, mà còn là cháu gái ông ta, và bà đã không sinh được con lâu đến độ các ephor, năm nhân viên hành pháp được bầu hàng năm và quản lý hiến pháp Sparta, đã cố thuyết phục Vua Anaxandridas II bỏ bà ta để lấy vợ khác.  Anaxandridas chối, cho rằng vợ ông ta không có lỗi, khiến các ephor phải chấp nhận cho ông ta lấy vợ hai mà không bỏ vợ đầu.  Bà vợ hai này, một hậu duệ của Chilon thành Sparta (một trong Bảy Hiền nhân Hy Lạp), sinh được một đứa con trai, Cleomenes. Tuy nhiên, một năm sau khi Cleomenes ra đời, vợ đầu của Anaxandridas cũng đẻ được một con trai, Dorieus. Leonidas là con thứ do bà vợ đầu của Anaxandridas sinh ra, và là anh trai hoặc anh em song sinh với Cleombrotus.
Vua Anaxandridas II băng hà năm 520 TCN, và Cleomenes kế vị ngai vàng trong thời gian từ năm đó đến năm 516 TCN. Dorieus rất giận dữ khi người Sparta lại yêu thích đứa anh cùng cha khác mẹ kia hơn ông ta, và không chấp nhận ở lại Sparta. Ông ta bỏ đi và thất bại khi cố gắng xây dựng một khu thuộc địa ở châu Phi, và sau đó tiếp tục cố gắng xây dựng sự nghiệp ở Sicilia, tại đây ông ta đạt được một số thành công nhưng lại bị sát hại.  Mối quan hệ giữa Leonidas với những ông anh có tính cách trái ngược không được ghi lại rõ, nhưng ông đã cưới con gái của Cleomenes, Gorgo, một thời gian trước khi lên ngôi năm 490 TCN.
Leonidas đã là người thừa kế ngai vàng gia tộc Agiad và là công dân chính thức (homoios) vào lúc diễn ra Trận Sepeia chống lại thành Argos (k. 494 TCN). Đồng thời, ông cũng đã trưởng thành khi người Ba Tư tìm cách bắt Sparta quy phục, và bị phản đối kịch liệt trong khoảng những năm 492/491 TCN.  Người anh cùng cha khác mẹ của ông, vua Cleomenes, đã bị phế truất do mắc bệnh loạn trí, và chạy khỏi thành phố để sống đời lưu đày khi người Athens đến cầu viện trong lúc Ba Tư xâm lược Hy Lạp lần thứ nhất, tuy nhiên cuộc chiến tranh này đã kết thúc tại đồng Marathon (490 TCN).

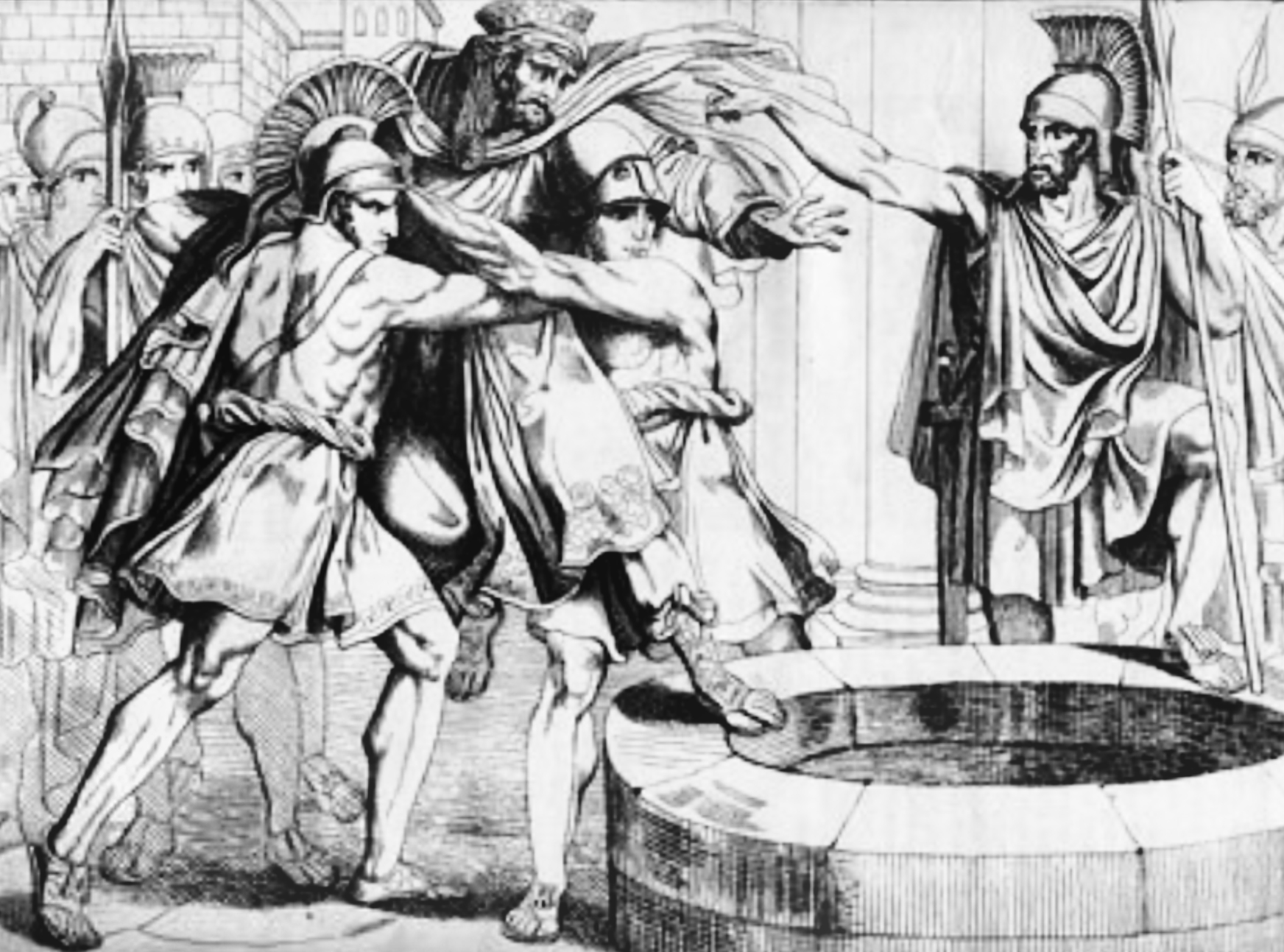
Người Sparta ném các phái viên Ba Tư xuống giếng.

Plutarch viết lại, “Khi có người nói với ông: 'Trừ việc là vua ra thì ông chẳng hơn chúng tôi ở điểm nào,' Leonidas con trai của Anaxandridas và em trai của Cleomenes đáp lời: 'Nhưng nếu ta không hơn được các ngài, thì ta đâu có làm vua.'" Là sản phẩm của nền giáo dục agoge, Leonidas có lẽ không chỉ ám chỉ đến huyết thống hoàng gia của ông mà còn bóng gió rằng, giống như anh trai ông là Dorieus, ông đã chứng minh được bản thân mình mạnh giỏi hơn trong môi trường đầy cạnh tranh của quân đội và xã hội Sparta, do đó ông đã có đủ phẩm chất để cai trị.
Leonidas được chọn là thủ lĩnh của liên quân Hy Lạp với quyết tâm chống lại cuộc xâm lược Hy Lạp của quân Ba Tư lần thứ hai năm 481 TCN. Điều này xảy ra không chỉ vì sức mạnh quân sự của thành Sparta:  Khả năng liên minh này muốn Leonidas đích thân cầm quân là do năng lực lãnh đạo của ông, được chứng tỏ nhờ việc chỉ hai năm sau khi ông tử trận, liên minh liền quay sang trao cho Athens quyền lãnh đạo thay vì chọn Leotychidas hoặc người kế vị của Leonidas (làm nhiếp chính cho đứa con trai chưa đủ tuổi của ông) là Pausanias. Việc họ từ chối Leotychidas và Pausanias không phải do tình trạng sức mạnh của Sparta. Danh tiếng của đội quân Sparta chưa bao giờ vang xa hơn, mà Sparta trong năm 478 TCN cũng không hề yếu kém hơn bản thân nó năm 481 TCN.
Việc họ chọn Leonidas dẫn dắt đội quân Hy Lạp chống lại cuộc xâm lăng của Xerxes cũng dẫn đến cái chết của ông trong Trận Thermopylae năm 480 TCN.

## Trận Thermopylae

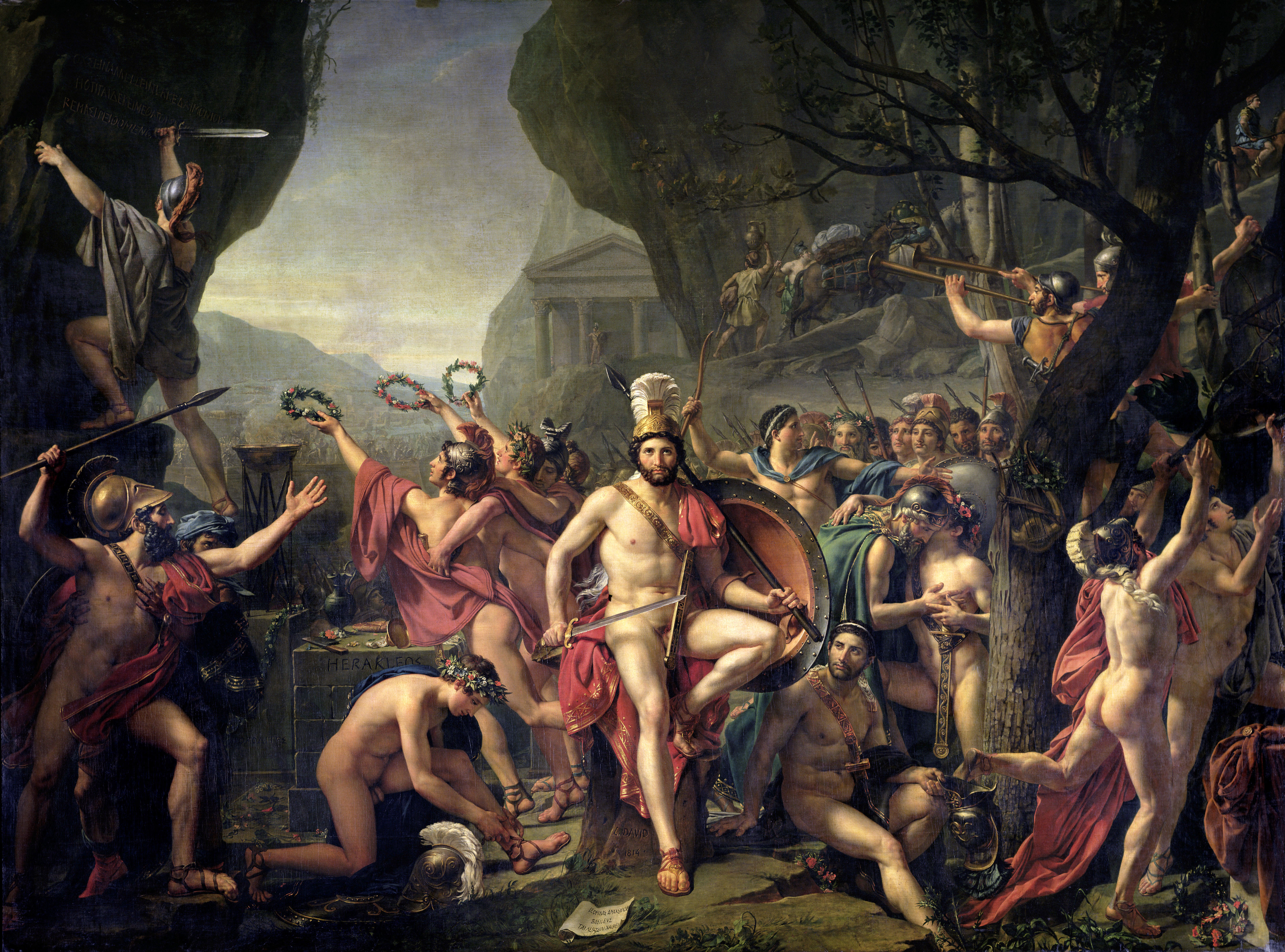
Leonidas tại Thermopylae (1814) của Jacques-Louis David, ông lựa chọn chủ đề này sau Cách mạng Pháp để làm hình mẫu thể hiện "trách nhiệm công dân và sự hy sinh quên mình", đồng thời còn thể hiện suy nghĩ của ông về mất mát và cái chết, trong đó Leonidas đứng thẳng đàng hoàng và khỏa thân một cách anh hùng

Khi nhận được lời kêu gọi giúp đỡ từ liên minh Hy Lạp, muốn thành phố hợp lực chống quân Ba Tư xâm lược, Sparta đã tham khảo ý kiến của Oracle tại Delphi.  Người ta nói rằng Oracle đã đọc lên lời tiên tri dưới dạng bài thơ sáu âm tiết như sau:
Hỡi các người, cư dân thành Sparta,

Thành phố vinh quang và tráng lệ này sẽ bị người Ba Tư hủy diệt,

Hoặc nếu không, thì cư dân thành Lacedaemon phải khóc thương một nhà vua vĩ đại, của dòng dõi Heracles.

Sức mạnh của bò mộng hay sư tử cũng không cản bước được số mệnh; bởi số mệnh có quyền năng như thần Zeus.

Ta tuyên bố rằng số mệnh sẽ không bị ngăn trở, cho đến khi biến một trong hai thành sự thật.

Vào tháng tám năm 480 TCN, Leonidas hành quân rời Sparta để đón đầu đội quân của Xerxes tại Thermopylae với một đội quân nhỏ gồm 1,200 người (900 helot và 300 lính hoplite Sparta), tại đây các lực lượng của các thành bang Hy Lạp khác hợp quân với ông, và sau cùng ông đã chỉ huy một đội quân gồm 7,000 người.  Có nhiều giả thuyết về việc tại sao Leonidas lại chỉ dẫn theo một đội hoplite nhỏ đến vậy.  Theo lời Herodotus, "người Sparta muốn nhóm quân này cùng Leonidas đi trước, để những đồng minh thấy được họ và vững tâm hành quân mà không sợ thất bại, chứ không chạy sang phe Ba Tư như những kẻ khác nếu họ biết người Sparta đang trì hoãn. Sau khi tổ chức lễ hội ăn mừng, hội Carneia, họ rời trại ở Sparta và toàn lực tiến về Thermopylae. Những nhánh quân còn lại trong liên minh Hy Lạp cũng làm vậy, vì quãng thời gian Olympiad trùng với các sự kiện này. Do vậy họ chỉ gửi cánh quân tiên phong đi, mà không hề ngờ rằng chiến trận ở Thermopylae lại kết thúc nhanh đến vậy." Nhiều nhà bình luận sử học hiện đại không đồng ý với lời giải thích này, họ chỉ ra rằng Thế vận hội Olympic đã diễn ra rồi, hoặc họ bị trì hoãn do bất đồng nội bộ hoặc một âm mưu nào đó.
Dù lý do thành Sparta chỉ đóng góp 300 lính Sparta là gì (cùng với người hầu và cả quân trợ chiến perioikoi), thì tổng cộng toàn bộ các lực lượng đến bảo vệ Thermopylae lên đến từ bốn đến bảy nghìn người Hy Lạp. Họ đối mặt với đội quân Ba Tư xâm lược từ miền Bắc Hy Lạp theo lệnh Xerxes I. Herodotus tuyên bố rằng đội quân này gồm hơn hai triệu lính; các học giả hiện đại cho rằng ông đã phóng đại, và ước tính con số thật vào khoảng 70,000 đến 300,000.

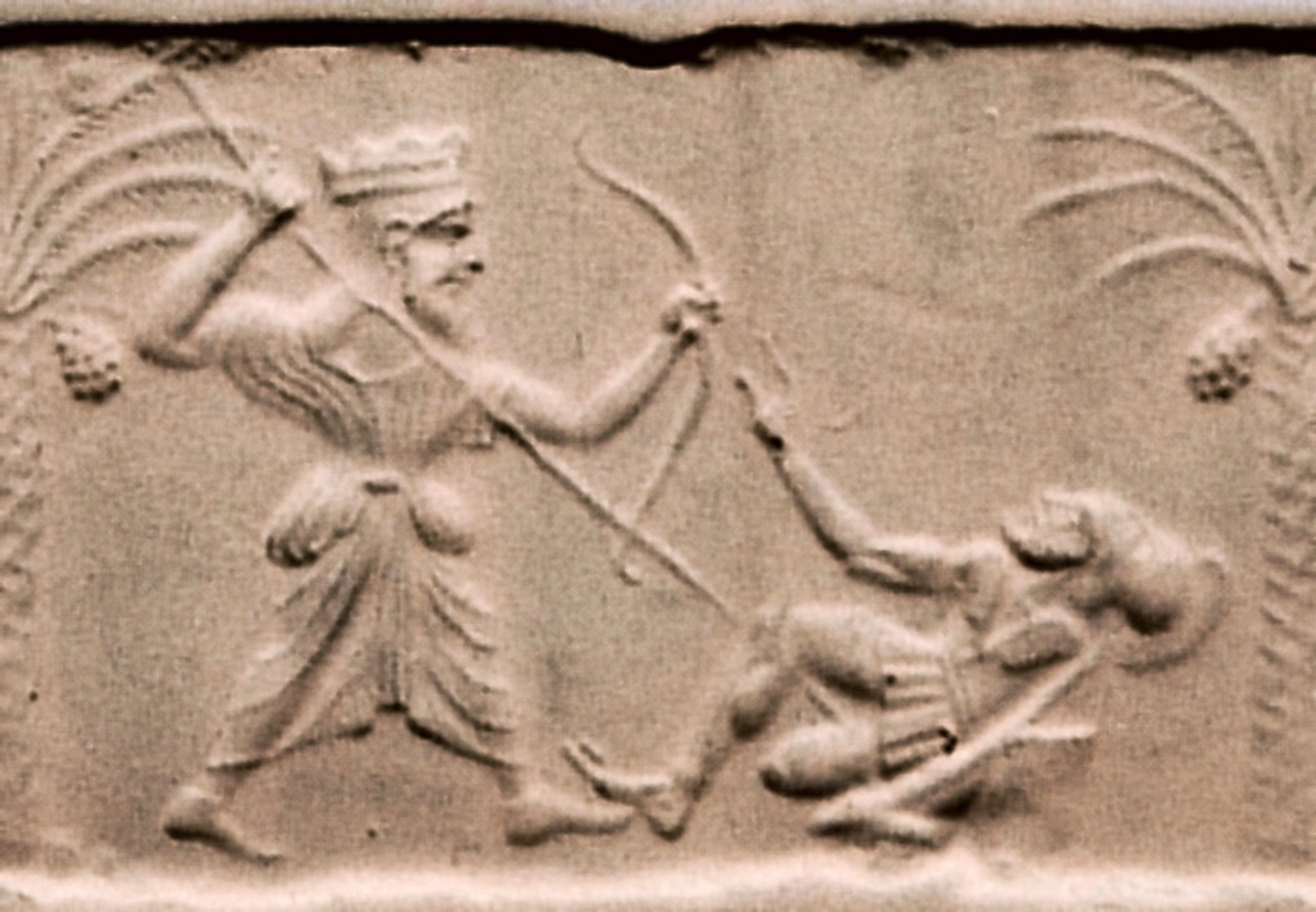
Vua Achaemenid giết một lính hoplite Hy Lạp. Khoảng năm 500 TCN–475 TCN, dưới thời Xerxes I. Viện bảo tàng Mỹ thuật Metropolitan.

Xerxes đợi bốn ngày trước khi tấn công, hy vọng đội quân Hy Lạp sẽ sợ hãi mà giải tán. Cuối cùng, vào ngày thứ năm, người Ba Tư tấn công. Leonidas chặn đứng đội quân Ba Tư tấn công trực diện trong ngày thứ năm và thứ sáu, giết được tầm 10,000 quân địch. Lực lượng tinh nhuệ của Ba Tư mang tên "Binh đoàn Bất tử" bị đẩy lùi, và hai người anh em của Xerxes (Abrocomes và Hyperanthes) đều tử trận. Vào ngày thứ bảy (ngày 11 tháng 8), một kẻ phản bội người Hy Lạp Malieis tên là Ephialtes đã dẫn một ông tướng Ba Tư là Hydarnes theo một con đường núi để đánh vào phía sau lưng quân Hy Lạp. Vào thời điểm đó, Leonidas đã cho phần lớn lực lượng Hy Lạp quay về, và ở lại chắn con đường với 300 lính Sparta của ông, 900 lính nô lệ helot, 400 người Thebes và 700 người Thespiae. Người Thespiae ở lại hoàn toàn là do tự nguyện, họ tuyên bố rằng sẽ không bỏ rơi Leonidas và người của ông. Thủ lĩnh của họ là Demophilus, con trai của Diadromes, và như Herodotus viết, "Từ lúc đó họ cùng sống và cùng chết với những người Sparta."
Một giả thuyết do Herodotus đề xuất là Leonidas cho phần lớn đội quân quay về để bảo đảm cho họ được an toàn. Nhà Vua cho rằng ông nên giữ lại một phần lực lượng Hy Lạp cho những cuộc chiến tiếp theo với người Ba Tư, nhưng ông cũng biết rằng quân Sparta không thể cứ thế mà bỏ lại tiền đồn này của họ. Cần phải có quân lính ở lại để bảo vệ cho những người đang rút lui trước kỵ binh Ba Tư. Bản thân Herodotus tin rằng Leonidas biết quân sĩ đã không còn nhuệ khí, và sẽ không thể đối mặt với những hiểm nguy mà ông biết là sẽ đến. Do đó ông cho phần lớn đội quân giải tán trừ nhóm người Thebes, Thespiae và nhóm nô lệ helot, rồi tiếp tục chiến đấu để đem vinh quang cho thành Sparta.
Lực lượng Hy Lạp ít quân hơn, thêm việc bị tấn công từ cả hai phía, toàn bộ đều tử trận trừ 400 người Thebes, những kẻ này đã đầu hàng Xerxes mà không chiến đấu. Khi Leonidas tử trận, quân Sparta đánh bật quân Ba Tư bốn lần để giành lại thi thể ông. Herodotus nói rằng Xerxes đã ra lệnh chém đầu Leonidas và đóng đinh thi thể ông. Hành động này được coi là phạm thượng.

## Di sản

### Thời cổ đại
Một giáo phái thờ anh hùng lấy Leonidas làm trung tâm vẫn còn tồn tại ở Sparta cho đến thời kỳ Antonine (thế kỷ thứ 2 SCN).

### Tượng đài trận Thermopylae
Một bức tượng Leonidas bằng đồng được dựng lên ở Thermopylae vào năm 1955. Một tấm biển, được gắn dưới bức tượng, viết đơn giản: "ΜΟΛΩΝ ΛΑΒΕ" ("Đến đây mà lấy"), chính là câu trả lời ngắn gọn của Leonidas khi Xerxes đề nghị tha mạng cho quân Sparta nếu họ chịu hạ vũ khí.
Một bức tượng khác, cũng có khắc dòng chữ ΜΟΛΩΝ ΛΑΒΕ, được dựng tại thành phố Sparta vào năm 1968.

### Văn học

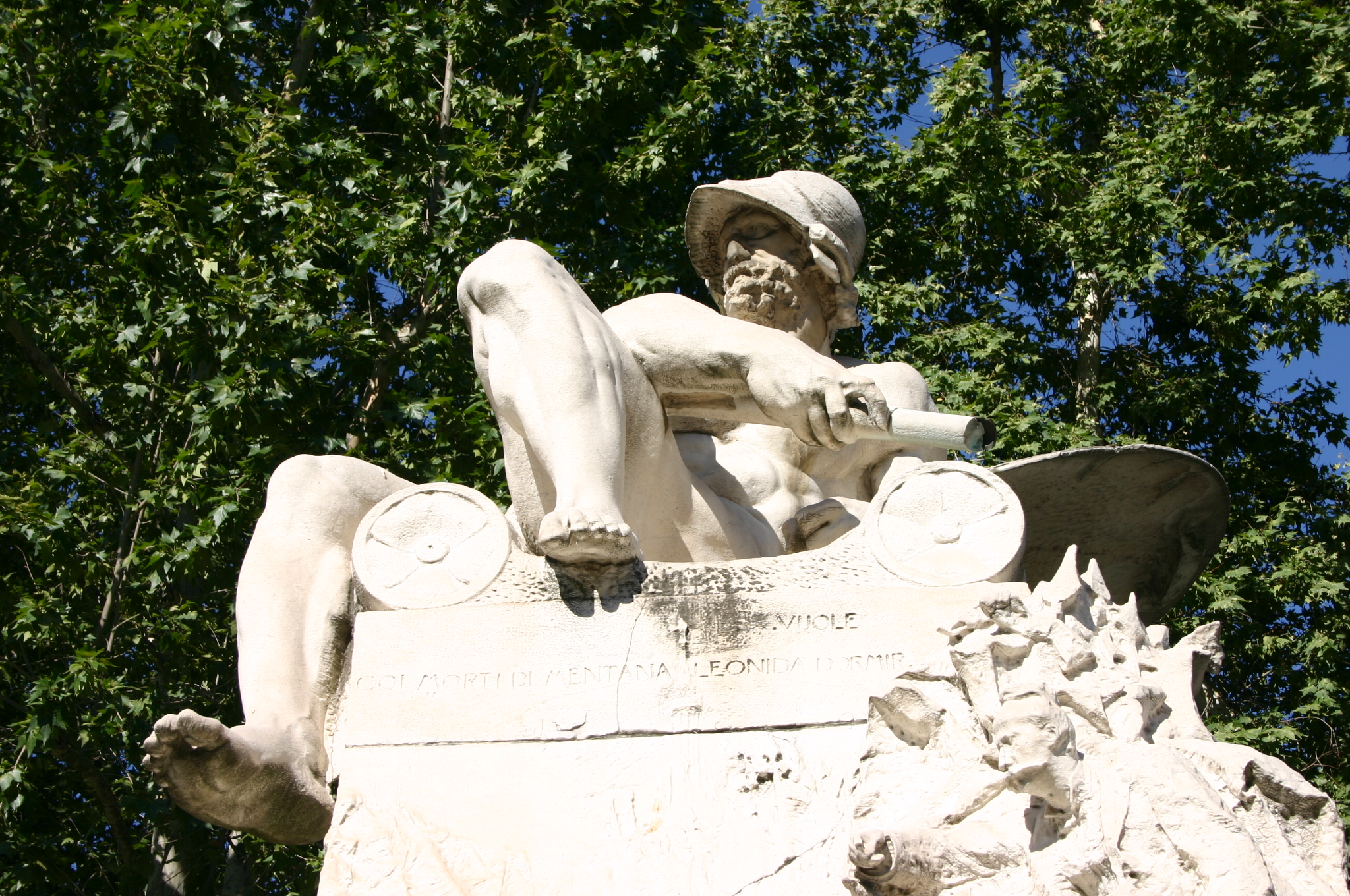
Leonidas I đứng trên đỉnh của tượng đài tưởng niệm Felice Cavallotti ở Milan, điêu khắc bởi Ernesto Bazzaro năm 1906.

Leonidas là tên một bài thơ sử thi do Richard Glover viết, xuất hiện lần đầu năm 1737. Bài thơ này tiếp tục xuất hiện trong 4 ấn bản khác, và từ 9 tập tăng lên đến 12.
Ông là nhân vật trung tâm trong tiểu thuyết của Steven Pressfield mang tên Gates of Fire.
Ông xuất hiện với tư cách nhân vật chính trong loạt truyện tranh 300 năm 1998 của Frank Miller. Loạt truyện thể hiện một phiên bản hư cấu của nhân vật Leonidas và Trận Thermopylae, cũng như bộ phim chuyển thể từ nó ra mắt năm 2006.
Helena P. Schrader đã xuất bản ba phần tiểu thuyết tiểu sử kể về Leonidas. Leonidas of Sparta: A Boy of the Agoge, Leonidas of Sparta: A Peerless Peer, và Leonidas of Sparta: A Heroic King.

### Phim ảnh
Trong ngành điện ảnh, Leonidas đã được thủ vai bởi:
- Richard Egan trong bộ phim sử thi năm 1962 The 300 Spartans.[26]
- Gerard Butler trong bộ phim năm 2006 300, lấy cảm hứng từ tiểu thuyết hình ảnh có cùng tên của Frank Miller và Lynn Varley. Tyler Neitzel đóng vai Leonidas khi còn trẻ.[27]
- Sean Maguire trong bộ phim năm 2008 Meet the Spartans, một bản parody của bộ phim năm 2006.